# 十月农村居民点 (伏尔加格勒州)
十月农村居民点（俄语：Октябрьское сельское поселение）是俄罗斯联邦伏尔加格勒州奥利霍夫卡区所属的一个农村居民点。其下辖有1个居民点，行政中心为十月镇。据2016年统计，该农村居民点的人口为738人。